# Turó dels Quatre Vents
El Turó dels Quatre Vents és una muntanya de 433 metres que es troba al municipi de Valls, a la comarca catalana de l'Alt Camp.